# Pyxide de Zamora
 (mars 2025).
Si vous disposez d'ouvrages ou d'articles de référence ou si vous connaissez des sites web de qualité traitant du thème abordé ici, merci de compléter l'article en donnant les références utiles à sa vérifiabilité et en les liant à la section « Notes et références ».
Le pyxide de Zamora est une boîte en ivoire réalisée à Cordoue en 964 ou peu avant cette date, à l'époque du califat. Commandée par le calife Al-Hakam II, elle a été réalisée pour sa concubine Subh, mère du prince Hichâm II. 

## Histoire
La pyxide a été fabriquée par un artisan inconnu, appelé « maître de Zamora » (d'après une inscription figurant sur l'objet lui-même), en 964 ou peu avant cette date. Elle est remarquable par son niveau de détail et la finesse de l'exécution. Elle porte des inscriptions qui indiquent qu'elle a été offerte par Al-Hakam II (Abû al-`Âs al-Mustansir bi-llah al-Hakam ibn `Abd ar-Rahman, en arabe أبو العاص المستنصر بالله الحكم بن عبد الرحمن), calife de Cordoue de 961 à 976, à Subh, sa concubine, esclave d'origine vasconne et mère d'Hisham II.
L'identité du donateur et la date à laquelle la pyxide est entrée dans le trésor de la cathédrale de Zamora n'est pas connue, mais il s'agit vraisemblablement d'une donation d'un roi ou d'un noble de haut rang. Le premier registre dans lequel elle figure remonte à 1367. En 1436, elle se trouve dans un reliquaire contenant des « pierres des Lieux Saints » (« piedras de los Santos Lugares »).
En 1903, Manuel Gómez-Moreno et son épouse, de passage à Zamora dans le cadre de la rédaction du Catálogo Monumental de España, attirent l'attention du chapitre de la cathédrale sur le caractère exceptionnel de cette pyxide. En 1911, avec l'autorisation préalable du nonce apostolique en Espagne, la pyxide est vendue avec un coffret à l'antiquaire madrilène Juan Lafora y Calatayud pour 52 000 pesetas. Manuel Gómez-Moreno entend parler de cette vente et met au courant les autorités espagnoles par l'intermédiaire du député et collectionneur d'art islamique Guillermo de Osma (es). Après un débat aux Cortes, l'État espagnol décide d'acquérir la pyxide pour la somme qui avait été payée par Juan Lafora y Calatayud. Le 14 mars 1911, elle entre dans les collections du musée archéologique national.[réf. nécessaire]

## Description
Sur le bord inférieur du couvercle, une inscription en caractères coufiques indique la destinataire et la date d'exécution. La boîte est décorée de motifs végétaux et animaux en arabesque finement exécutés. L’œuvre, qui a fait partie du trésor de la cathédrale de Zamora du XIVe siècle au début du XXe siècle, est conservée au Musée archéologique national de Madrid. Elle est considérée comme l'un des chefs-d'œuvre de la sculpture sur ivoire en Espagne musulmane, avec, entre autres, la pyxide d'al-Mughira, le coffret de Leyre et le coffret de Fitero.

## Sources
- (es) Martín Benito, José Ignacio et Fernando Regueras Grande « El Bote de Zamora : historia y patrimonio », De Arte (2), 2003,  (ISSN 1696-0319), p. 203-223
- « Boîte de Zamora », Museum with no Frontiers.
- (es) « Bote de Zamora », Musée archéologique national de Madrid